# بيرتل ساندستروم
بيرتل ساندستروم (بالسويدية: Bertil Sandström)‏ هو فارس سباق سويدي، ولد في 25 نوفمبر 1887 في ستوكهولم في السويد، وتوفي في 1 ديسمبر 1964 في Hallstahammar Municipality ‏ في السويد.

## وصلات خارجية
- بيرتل ساندستروم على موقع اللجنة الأولمبية الدولية (الإنجليزية)
- بيرتل ساندستروم على موقع أوليمبيديا (الإنجليزية)
- بيرتل ساندستروم على موقع اللجنة الأولمبية السويدية (السويدية)